# Ketumala fuscomarginata
Ketumala fuscomarginata är en insektsart som beskrevs av William Lucas Distant 1916. Ketumala fuscomarginata ingår i släktet Ketumala och familjen Flatidae. Inga underarter finns listade i Catalogue of Life.